# Мертвец идёт
«Мертвец идёт» (англ. Dead Man Walking) — американский художественный фильм, поставленный Тимом Роббинсом в 1995 году по одноимённой книге католической монахини Элен Прежан, повествующей о её беседах с Элмо-Патриком Сонье, приговорённым к смертной казни в 1978 и казнённым в 1984 году.

## Сюжет
Мэттью Понселет, совершивший убийство и изнасилование, приговорён к смертной казни. Католическая монахиня и противница смертной казни сестра Хелен Прежан становится духовным наставником приговорённого, чтобы тот раскаялся и получил отпущение грехов.
Постепенно отношение Мэттью и Хелен друг к другу меняется. Мэттью говорит, что не убивал девушку и юношу, что всё сделал его «напарник». Хелен старается помочь Мэттью и отменить смертную казнь, посещает родственников жертв и семью Мэттью.
Однако апелляцию на отмену казни отклоняют. Мэттью в последний раз встречается со своей семьёй. Лишь в последний день своей жизни Мэттью искренне раскаивается в содеянном. Он признаётся Хелен, что всё-таки убил одного из подростков. Хелен провожает Мэттью до места казни. Перед исполнением смертной казни он просит прощения у отца убитого юноши и искренне раскаивается в том, что совершил.

## В ролях
- Сьюзан Сарандон — сестра Элен Прежан
- Шон Пенн — Мэттью Понселет
- Роберт Проски — Хилтон Барбер
- Рэймонд Дж. Бэрри — Эрл Делакруа
- Питер Сарсгаард — Уолтер Делакруа
- Селия Уэстон — Мэри Бет Перси
- Ли Эрми — Клайд Перси
- Скотт Уилсон — капеллан Фарлели
- Марго Мартиндейл — сестра Коллин
- Лоис Смит — мать Элен
- Джек Блэк — Крейг Понселет
- Джон Абрахамс — Сонни Понселет

## Название
В название книги и фильма легло выражение «Мертвец идёт!», употреблявшееся до 1960-х годов тюремной охраной при передвижении смертника вне его камеры.

## Награды и номинации
- 1996 — премия «Оскар» за лучшую женскую роль (Сьюзан Сарандон), а также 3 номинации: лучший режиссёр (Тим Роббинс), лучшая мужская роль (Шон Пенн), лучшая песня («Dead Man Walking»)
- 1996 — 3 номинации на премию «Золотой глобус»: лучшая мужская роль — драма (Шон Пенн), лучшая женская роль — драма (Сьюзан Сарандон), лучший сценарий (Тим Роббинс)
- 1996 — премия Гильдии киноактёров США за лучшую женскую роль (Сьюзан Сарандон), а также номинация за лучшую мужскую роль (Шон Пенн)